# Sihlseeli
Das Sihlseeli ist ein See unterhalb des Saaspasses auf dem Gebiet der Schweizer Gemeinde Unteriberg im Kanton Schwyz.

## Lage
Der kleine Bergsee liegt auf einer Höhe von 1825 Metern über Meer in einer Mulde unterhalb des Saaspass und ist von Alpwiesen und Bergwänden umgeben. Der See erhielt seinen Namen, weil in seiner Nähe die Sihl entspringt. Im Gegensatz zum grösseren Sihlsee wird er jedoch nicht von der Sihl durchflossen, sondern ist abflusslos.
Der See ist beliebt bei Fischern. Inhaber eines Patents können nach Forellen und Saiblinge angeln. Für das Sihlseeli ist dieselbe Fischerkarte wie für den Sihlsee gültig.
Erreichbar ist der See zu Fuss über einen Bergwanderweg vom Ochsenboden her bei Studen in ca. zwei Stunden.

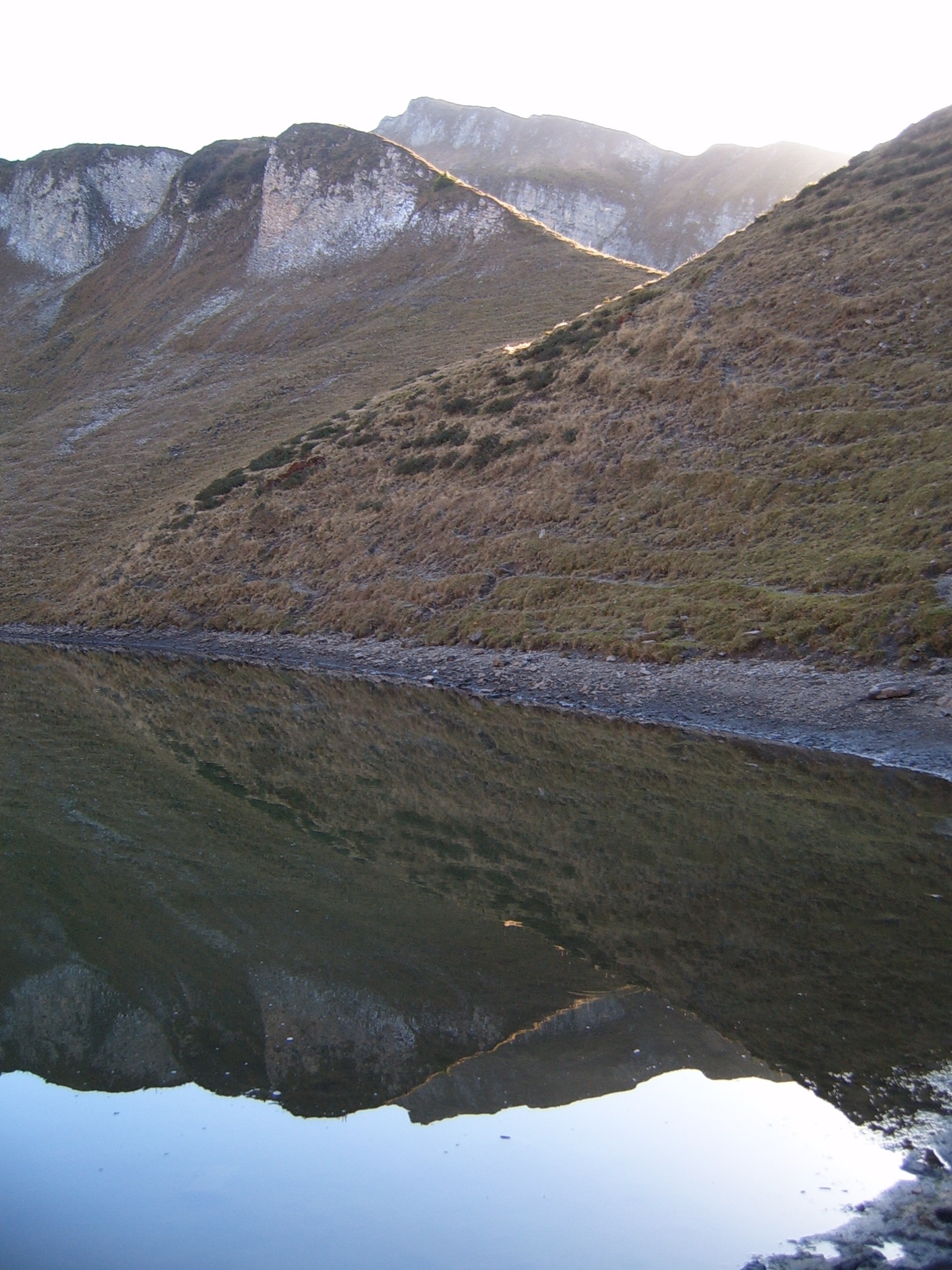
Sihlseeli